# Ananas (rod)
Ananasi su rod biljaka iz porodice Bromeliaceae (tamjanikovke). Najpoznatija vrsta je Ananas comosus. Uspijeva u sutropskim predjelima Amerike, Afrike i Azije.

## Opis
To je biljka s jednim plodom osobito fina mirisa i kiselkastoslatka okusa. Plod ananasa mesnat je i ovalan. Kora je bradavičasto ljuskasta, smeđe i žute boje. Nalikuje češeru na čijem se vrhu nalazi čuperak mesnatih uspravnih listova. Kora se baca. Masa ploda je od 0,5 do 3 kg.
U plodu su važniji sastojci: probavni enzimi bromalin i papain, beta – karoten, limunska kiselina, kalij, enzim peroksidaza.

## Tržište
Na tržištu ima svježeg i konzerviranog ananasa. Konzervirani ananas prodaje se ili kao voćni sok ili kao kompot s komadima izrezanima na kolute ili na kockice. Ananas se rabi za pravljenje likera, punča, sladoleda itd.

## Vrste i podvrste
1. Ananas comosus (L.) Merr.
  1. Ananas comosus var. bracteatus (Lindl.) Coppens & F.Leal
  2. Ananas comosus var. comosus
  3. Ananas comosus var. erectifolius (L.B.Sm.) Coppens & F.Leal
  4. Ananas comosus var. microstachys (Mez) L.B.Sm.
  5. Ananas comosus var. parguazensis (Camargo & L.B.Sm.) Coppens & F.Leal
  6. Ananas macrodontes (L.) Merr.
2. Ananas macrodontes É.Morren